# Gsies
Gsies (italià Valle di Casies) és un municipi italià, dins de la província autònoma de Tirol del Sud. És un dels municipis del vall de Pustertal. L'any 2007 tenia 2.101 habitants. Es divideix en les fraccions de Außerpichl (Colle di Fuori), Innerpichl (Colle di Dentro), St. Magdalena-Niedertal (Santa Maddalena Valbassa), St. Magdalena-Obertal (San Martino Vallalta), St. Martin-Niedertal (Santa Maddalena Vallalta), St. Martin-Obertal (San Martino Valbassa), Oberplanken (Planca di Sopra) i Unterplanken (Planca di Sotto). Limita amb els municipis de Toblach, Innervillgraten (Àustria), Welsberg-Taisten, Rasen-Antholz, Sankt Jakob in Defereggen (Àustria), i Niederdorf.

## Situació lingüística
| Pertinença lingüística (cens 2001) | 98,47% alemany |
| Pertinença lingüística (cens 2001) | 1,43% italià   |
| Pertinença lingüística (cens 2001) | 0,10% ladí     |

## Administració
| Període | Identitat          | Partit |
| ------- | ------------------ | ------ |
| 2004-   | Paul Schwingshackl | SVP    |

## Personatges
- Joachim Haspinger, patriota i capellà tirolès, un dels herois de la revolta d'Andreas Hofer 1809.

Territori comunal